# B album
《B album》은 KinKi Kids의 두 번째 앨범이다. 1998년 8월 12일 발매. 최고순위는 1위이다.
B album의 'B'는 CD 자켓에도 나와있는대로 'Be a Best album'라는 의미가 담겨져있다.

## 수록곡
1. スッピンGirl
작사: 戸沢暢美(도자와 노부미)　작곡: 飯田建彦(이이다 타케히코)　편곡: 長岡成貢(나가오카 나리츠구)
2. 仮病をつかおう
작사: 戸沢暢美(도자와 노부미) 작곡・편곡: 岩田雅之(이와타 마사유키)
3. 愛されるより 愛したい
작사: 森浩美(모리 히로미) 작곡: 馬飼野康二(마카이노 코지)　편곡:CHOKKAKU
KinKi Kids 2번째 싱글
KinKi Kids 주연 「ぼくらの勇気 未満都市(우리들의 용기 미만도시)」(1997년) 주제가
4. MY WISH
작사・작곡: 堂本光一(도모토 코이치)　편곡: 吉田建(요시다 켄)
도모토 코이치의 솔로곡. 본인이 작사・작곡한 처녀작
5. 愛なんてコトバじゃ言えない
작사: 真名杏樹(마나 안주)　작곡・편곡: 岩田雅之(이와타 마사유키)
6. ずっと抱きしめたい
작사: 相田毅(아이다 타케시)/堂本剛(도모토 쯔요시)　작곡: 寺田一郎(테라다 이치로)　편곡: 長岡成貢(나가오카 나리츠구)
7. イノセント・ウォーズ
작사: 売野雅勇(우리노 마사오)　작곡・편곡: 坂本龍一(사카모토 류이치)
8. ボーダーライン
작사: KinKi Kids/相田毅(아이다 타케시)  작곡: Face 2 fAKE   편곡: Face 2 fAKE
KinKi Kids 두사람이 공동 작사한 곡으론 유일한곡
9. Message
작사: 山本英美(야마모토 히데미)　작곡: 羽場仁志(하바 히로시)　편곡: CHOKKAKU
10. Slowly
작사・작곡: 堂本剛(도모토 쯔요시)　편곡: 重実徹(시게미 토오루)
도모토 쯔요시의 솔로곡
11. このまま手をつないで
작사: 松本隆(마츠모토 타카시)　작곡：馬飼野康二(마키이노 코지)　편곡: CHOKKAKU
12. ジェットコースター・ロマンス
작사: 松本隆(마츠모토 타카시)　작곡: 山下達郎(야마시타 타츠로)　편곡: 船山基紀(후네야마 모토키)
KinKi Kids 3번째 싱글
13. 硝子の少年
작사: 松本隆(마츠모토 타카시)　작곡: 山下達郎(야마시타 타츠로)  편곡: 山下達郎(야마시타 타츠로)
KinKi Kids 데뷔싱글